# Ахмет Жанторин
Ахмет Жантурин (қаз. Ахмет Жантөреұлы 1810—1851) — казахский султан, султан-правитель Восточной части Младшей орды Оренбургских киргизов, полковник. Потомок Кайп-хана, правителя Младшего жуза (1747—1757) и Хивы (1789—1790). Сын Жанторе Жангирова. Сыновья Сеидхан и Давлетгирей, внук Джантюрин Салимгерей (1864-1926).

## Биография
Родился в 1810 году. О его жизни и месте рождения мало что известно. 
1841 году был избран султаном-правителем восточной части Младшей орды. Участвовал в подавлении восстаний Махамбета Утемисова, Кенесары и Есет батыра. 
Скончался в 1851 году.